# East
East ("Est") fou una banda de rock hongaresa que es va formar l'any 1975 i que es va dissoldre de forma definitiva el 1994.
Una de les seves cançons més conegudes és "56", sobre la Revolució hongaresa de 1956.

## Discografia
Álmok (rádiófelvétel 1980) - (Instrumental)
- Álom
- Síva
- Kilencedik találkozás az Édenben
- Ölelkezés
- Eső és szél
- Ébredés
- Valóság

kislemez (1980) - (Instrumental)
- Szirének
- A valóság hangjai

Játékok (1981) - amb Zareczky Miklós, en hongarès
- Nyitány
- Messze a felhőkkel
- Szállj most fel
- Kék-fekete látomás
- Gyémántmadár
- Lélegzet
- Nézz rám
- Üzenet
- Epilóg
- Remény

Hűség (1982) - amb Zareczky Miklós, en hongarès
- Hűség
- Keresd önmagad
- Mágikus erő
- Én voltam
- A végtelen tér öröme
- Újjászületés
- Ablakok
- Vesztesek
- Felhőkön sétálva
- Várni kell
- Merengés

Blue Paradise (1983) - amb Zareczky Miklós, en anglès
- Overture
- Far Away With The Clouds
- Fly Up Now
- Blue-Black Vision
- Diamond Bird
- Breath
- Look At Me
- Message
- Epilogue
- Expectation

Rések a falon (1983) - amb Tisza József, en hongarès
- Rések a falon
- Az idegen
- Mintha mégis
- Száguldj velem
- Különvonaton
- Földközelben
- Agymosás
- Az utolsó éjszaka
- Az óra jár
- Tánc a parázson

Faith (1984) - amb Tisza József, en anglès
- Faith
- Search Yourself
- Magical Power
- It Was Me
- The Happiness Of The Endless Space
- Born Again
- Windows
- Losers
- Walkin' On The Clouds
- You Must Wait
- Meditation

Az áldozat (1984) - (Instrumental)
- Szodoma
- Árverés
- Asszonyok panaszdala
- Átoktánc
- Lea
- Pusztulás

1986 (1986) - amb Homonyik Sándor, en hongarès
- Kiáltás
- Krízis
- Változások
- Az aranyöböl kapuja
- A lefátyolozott hölgy
- Szelíd sólyom odaszáll
- Balett
- A történet végtelen
- Az utolsó határ

A szerelem sivataga (1988) - amb Takáts Tamás, en hongarès
- David Bowie szeme
- Fényes ösvény
- Mama
- Iránytű nélkül
- A bál
- A szerelem sivataga
- A szél, az álom és a tündér
- Ketten a havon
- Várom az ünnepeket
- Túlélők

kislemez (1989) - amb Takáts Tamás, en hongarès 
- '56 (amb la participació de Malek Andrea)

Taking The Wheel (1992/1993) - amb Takáts Tamás, en anglès
- Taking The Wheel
- Parachuting My Love
- A Telexed Message
- Wind Of Change
- Ode To Existence
- Tess
- The Party Is Over I.
- The Party Is Over II.
- I Can't Keep Up
- The Harvest Moon
- Kudos
- It Doesn't Take Much
- Survivors

Radio Babel (1994) - amb Takáts Tamás, en hongarès
- Radio Babel
- Ha zászlót bont a félelem
- Szél repítse lelkem
- A túlélők dala
- Veszett világ
- Elrejtettél a szívedben
- Az utolsó pohár
- Az édentől keletre
- Eljön majd a nap
- Az utolsó dal

Két arc - East Live ("East en directe" - 24 de setembre de 1994 al pavelló d'esports de Budapest) (1995) - amb Takáts Tamás en hongarès i anglès i amb Zareczky Miklós en hongarès
- David Bowie szeme
- Ha zászlót bont a félelem
- Radio Babel
- Szél repítse lelkem
- '56 (amb la participació de Keresztes Ildikó)
- Fényes ösvény
- A szerelem sivataga (amb la participació de Keresztes Ildikó)
- Parachuting My Love
- The Party Is Over
- Messze a felhőkkel
- Gyémántmadár
- Üzenet
- Epilóg
- Ablakok
- Várni kell